# Marysville (Ohio)
Marysville es una ciudad ubicada en el condado de Union en el estado estadounidense de Ohio. En el Censo de 2010 tenía una población de 22.094 habitantes y una densidad poblacional de 515,07 personas por km².
En ella, la marca de automóviles japonesa Honda, tiene una planta donde se han fabricado ya más de 10 millones de unidades desde 1982.
Está hermanada con la ciudad española de Segovia desde 2001 y con la japonesa Yorii  desde 2013.

## Geografía
Marysville se encuentra ubicada en las coordenadas 40°13′41″N 83°21′34″O / 40.22806, -83.35944. Según la Oficina del Censo de los Estados Unidos, Marysville tiene una superficie total de 42.9 km², de la cual 42.14 km² corresponden a tierra firme y (1.76%) 0.75 km² es agua.

## Demografía
Según el censo de 2010, había 22.094 personas residiendo en Marysville. La densidad de población era de 515,07 hab./km². De los 22.094 habitantes, Marysville estaba compuesto por el 90.43% blancos, el 4.54% eran afroamericanos, el 0.28% eran amerindios, el 2.3% eran asiáticos, el 0.06% eran isleños del Pacífico, el 0.55% eran de otras razas y el 1.83% pertenecían a dos o más razas. Del total de la población el 1.77% eran hispanos o latinos de cualquier raza.